# Carlos II niño (Sebastián de Herrera Barnuevo, Museo del Prado)
Carlos II niño es un cuadro del artista español Sebastián de Herrera Barnuevo, de hacia 1669-1670, que retrata al rey Carlos II de España a la edad de 8 o 9 años. Está pintado al óleo sobre lienzo y se conserva en el Museo del Prado (Madrid).

## Historia
Sebastián de Herrera Barnuevo fue pintor de cámara del rey Carlos II de 1667 a 1671, año en que falleció. Durante ese breve intervalo de tiempo fue el responsable de realizar los retratos oficiales del rey, entre ellos el Carlos II niño del Museo del Prado. Ha sido datado hacia 1669-1670 en base a la edad que aparenta el rey en el cuadro y a la existencia de un lienzo que parece derivar del de Madrid y que porta la fecha de 1670.
Poco se sabe de la historia posterior del cuadro y de los diferentes propietarios que haya podido tener. Durante parte del siglo pasado perteneció a la colección Gil, que lo cedió en depósito al Museo de Barcelona entre 1918 y 1950. Fue considerado obra de Claudio Coello hasta que el historiador del arte Diego Angulo Íñiguez lo reconoció correctamente como obra de Sebastián de Herrera Barnuevo. En 2014 fue adquirido por el Ministerio de Educación, Cultura y Deporte, que lo adscribió al Museo del Prado.

## Análisis de la obra
El cuadro es una pieza muy significativa dentro del escaso número de obras de Herrera Barnuevo que han llegado hasta nuestros días, además de una de las más interesantes de su repertorio. El lienzo también es importante por ser la mejor versión y tal vez el prototipo de una serie de retratos de Carlos II niño repartidos por diversos museos y colecciones, en los cuales se repite de forma muy similar la persona del niño mientras varían los fondos y los emblemas alegóricos que le rodean. Estos emblemas son uno de los elementos más destacados de la obra, con los cuales el autor crea una tipología propia dentro de la tradición del retrato real en España, distinta a la de los anteriores o posteriores pintores de cámara.
El retrato pone énfasis en la lujosa vestimenta del rey y en el contexto simbólico que le rodea, lleno de significación política. Todos los elementos, en su conjunto, están pensados para subrayar la condición regia del niño, en especial el lujoso traje en rojo y blanco (los colores de la Casa de Austria), los motivos alegóricos como el águila y el león (símbolos de autoridad real), el cortinaje, o los ángeles portando la corona, el cetro y la palma de la victoria. El rey sostiene en su mano derecha la bengala o bastón de mando que le señala como general de los ejércitos, lleva espada y porta el collar del Toisón de Oro, que aparece así mismo sostenido por un ángel junto a un águila coronada. Todos ellos son elementos propios de la realeza en general o de la monarquía española en particular.
Una ventana abierta al fondo del lienzo aporta profundidad y permite apreciar una vista de la Casa de Campo (palacete real situado al pie del Alcázar de Madrid) o bien, según otras interpretaciones, de una de las ermitas de los jardines del palacio del Buen Retiro.

## Variantes y copias
Como ya se ha mencionado, el Carlos II niño del Museo del Prado posee un valor iconográfico por ser la mejor versión y quizá el primer ejemplar y modelo de toda una serie de cuadros que repiten casi sin cambios la figura del rey pero modifican su entorno.
Dentro de esta serie destacan el Retrato de Carlos II niño  del Museo del Hermitage (San Petersburgo) y el Carlos II, Rey de España  de la Royal Collection del Reino Unido. También destaca por su calidad una versión del Museo Lázaro Galdiano de Madrid, Retrato de Carlos II niño, en la que el rey es representado con un acompañamiento alegórico simplificado en comparación con las otras versiones. Existen discrepancias sobre la autoría de estas obras, siendo el cuadro del Prado el único que puede atribuirse al propio Herrera Barnuevo con alguna autoridad.
Además de las ya mencionadas, existen otras obras en diversas colecciones también derivadas del mismo modelo de Carlos II niño, consideradas en general copias y variantes de taller.